# 다크로드
다크로드(Dark Lord)는 궁극의 악의 권화를 의미한다.
종교적으로는 신(주=Lord)의 반대극에 위치하는 것으로, 악마, 마왕, 사탄이나 다른 데몬, 재앙의 신 등을 의미한다. 그 프레이즈 Dark Lord는 성서에는 출현하지 않는다. 문학 작품이나 판타지의 세계에서는 거대한 악의 제왕으로서 그려지게 되어, 한층 더 만화, 애니메이션 등에서는 라스트 보스를 그렇게 부르기도 한다.
최초로 사용된 것은 「반지의 제왕」으로 「어둠의 군주 사우론」으로서 사용되었다. 이래, 이 말은 서구의 판타지 작품으로 유명하게 되어, 「스타 워즈」이후 다양한 이야기에 등장했다.

## 번역
「스타 워즈」 등에서 「암흑경」이라 직역되기도 하지만, 다크 로드의 로드(Lord)는 단순한 귀족의 의미가 아니고, 신(주)에 가까운 의미이다.
「반지의 제왕」에서의 「어둠의 군주」라는 역어는 다른 작품에서는 「명계의 왕」 「사망자의 왕」이라는 의미로 사용되는 경우가 있지만, 본작에서는 Dark의 역으로서 어둠(암흑을 의미한다)을 맞힌 것이며, 명계(그 세상)의 왕을 의미하고 있는 것은 아니라 생각된다.
「해리포터 시리즈」에 등장하는 볼드모트는 「어둠의 마왕」이라 번역되었다.

## 암신이 등장하는 작품
- 반지의 제왕 (영화 「반지의 제왕」) - 모르고스, 사우론
- 스타 워즈 - 시스 (다스 베이더, 팰퍼틴 외)
- 스타 워즈 서가파르파티(en:Palpatine)
- 해리포터 시리즈 - 볼드모트
- 라그나로크 온라인 - 다크 로드(보스 캐릭터)
- 메이플스토리 - 다크 로드(도적 전직 NPC)
- 신SD건담외전황금신화 - 암흑경마스터 건담
- 듀얼 마스터즈 - 다크 로드(종족)

외 다수